# 鷺洲町
鷺洲町（さぎすちょう）は、かつて大阪府西成郡にあった町。現在の大阪市北区、福島区、西淀川区、淀川区のそれぞれ一部にあたる。

## 地理
大阪市街の北西から中津川左岸にかけて位置した。淀川の運んだ土砂による砂州で形成されたと考えられている。地形は全体的に平坦となっていた。古来から「鷺洲（さぎしま）」とよばれていたと伝えられていることが、町名の由来となっている。
元来の地名は、大仁（だいに）・浦江（うらえ）・海老江（えびえ）・塚本（つかもと）。明治時代の新淀川の開削により、海老江新家と塚本は新淀川の北岸に分断される形になっている。なお、現在の町名では大仁と浦江は使用されていない。
- 大仁 - おおむね現在の北区大淀北1丁目・大淀中1 - 3丁目・大淀南1 - 2丁目。

儒学を伝えた王仁ゆかりの地だったことから、王仁が転化して地名となったといわれる。
- 浦江 - おおむね現在の北区大淀北2丁目・大淀中4 - 5丁目・大淀南3丁目・福島区鷺洲。

古来からこの地は大江郷浦江岬と呼ばれ、その後浦江となったと伝えられる。
- 海老江 - おおむね現在の福島区海老江・西淀川区花川。

古来海中にあり、海老洲（えびす）と呼ばれていたことが地名の由来だとされる。
花川（はなかわ） - 神功皇后の三韓征伐の伝説に関連して、対岸に鼻のように突き出したような地形だったから、皇后がこの地を「鼻川」（のち漢字を変更して花川）と名付けたとする伝承が残る。のち海老江新家（鼻川新家）と呼ばれる海老江村の新家集落が形成され、町名に採用された。
- 塚本 - おおむね現在の西淀川区柏里・淀川区塚本。

『和名抄』に「槻本郷」とあることから地名がとられたといわれる。「槻本」は「つきのもと」あるいは「つかのもと」と読ませたのではないかと指摘されている。
柏里（かしわざと） - この地に立ち寄った神功皇后に対して柏の葉にのせた餅を献上したことからこの地が「柏里」とよばれるようになったとする伝承が残る。のち塚本が東海道本線を境に東西に分かれ、西側の町名に採用された。

### 交通
東海道本線の線路は町内の浦江・塚本を通過したが、町内には駅は設置されなかった。現在の塚本駅の場所は旧鷺洲町域にあたるが、駅の開業は大阪市編入後の1934年である。
阪神本線は1905年に開業し、町の南端から西端を大阪市との境界を縫うように走っていた。町内に淀川駅が設置された。また野田駅（野田阪神）は町と大阪市との境界付近（大阪市側）に立地していた。
阪神北大阪線は1914年に開業した。野田阪神を起点として海老江を北へ進み、淀川の南側で東に向きを変えて浦江・大仁と町域を進んだのち、中津・天六に至る路線となっていた。また阪神国道線は野田阪神を起点として、海老江の西寄りを北西方向に貫き、西成大橋（現在の淀川大橋）を通って歌島村野里方面へ至った。

## 歴史
古代には難波八十島と呼ばれた地域の一角で、淀川などの流す土砂が堆積して陸地が形成されたと考えられる。中世には鷺島荘と呼ばれる荘園が形成された。
江戸時代までに地域には、摂津国西成郡大仁村・浦江村・海老江村・塚本村が成立した。江戸幕府の直轄地となり、大仁村・浦江村は谷町代官所、海老江村・塚本村は鈴木町代官所の管轄となった。

### 沿革
- 1889年（明治22年）4月1日 町村制施行により、西成郡大仁村・浦江村・海老江村・塚本村が合併して鷺洲村が発足。大字海老江（現在の福島区海老江5丁目）に村役場を設置。
- 1898年（明治31年） 淀川改修工事（新淀川開削）が始まる。
- 1911年（明治44年）2月11日 町制を施行し、西成郡鷺洲町となる。
- 1925年（大正14年）4月1日、大阪市に編入され、西淀川区大仁町・浦江町・海老江町・塚本町となる。鷺洲町役場は新設の西淀川区役所として転用された。
- 1928年（昭和3年） 大仁東・大仁本町・大仁元町・大仁西・浦江北・浦江上・浦江本通・浦江中・浦江南・川上町・海老江上・海老江中・海老江下・海老江新町・花川町の新町名が成立。
- 1942年（昭和17年） 花川北之町・花川南之町・西塚本町・東塚本町の新町名が成立。
- 1943年（昭和18年）4月1日 大仁東・大仁本町・大仁元町・大仁西・浦江北が大淀区へ転属。浦江上・浦江本通・浦江中・浦江南・川上町・海老江上・海老江中・海老江下・海老江新町が福島区へ転属。東塚本町が東淀川区へ転属。
- 1944年（昭和19年） 福島区浦江上・浦江本通・浦江中・浦江南を鷺洲上・鷺洲本通・鷺洲中・鷺洲南に改称。西淀川区西塚本町を柏里町に改称。東淀川区東塚本町を塚本町に改称。
- 1963年（昭和38年） 大淀区大淀町北・大淀町中・大淀町南の新町名が成立。
- 1973年（昭和48年） 西淀川区が現行住居表示「花川」「柏里」を実施。
- 1974年（昭和49年） 東淀川区塚本町が淀川区へ転属。淀川区が現行住居表示「塚本」を実施。
- 1975年（昭和50年） 福島区が現行住居表示「鷺洲」を実施。
- 1977年（昭和52年） 大淀区が現行住居表示「大淀北」「大淀中」「大淀南」を実施。
- 1989年（平成元年）2月13日 北区と大淀区の合区により、大淀区大淀北・大淀中・大淀南が北区へ転属。

## 教育
町内には以下の小学校が設置された。
- 鷺洲第一尋常高等小学校（現・大阪市立鷺洲小学校）
- 鷺洲第二尋常小学校（1946年廃校）
- 鷺洲第三尋常小学校（現・大阪市立海老江西小学校）
- 鷺洲第四尋常小学校（現・大阪市立大淀小学校）
- 鷺洲第五尋常小学校（現・大阪市立柏里小学校）

明治時代初期の学制発布に伴い、地域に小学校が設置された。
1874年、海老江村・浦江村・大仁村と上福島村の連合で、西成郡第三小学区第三番小学校（上福島小学校、のち神子田小学校。現在の大阪市立上福島小学校）が設置された。また同年には、塚本村と成小路村（町村制により中津村）の連合で西成郡第三小学区第五番小学校（成小路小学校）が設置された。
1877年には、海老江村の西成郡第三小学区第九番小学校（海老江小学校）と塚本村の西成郡第三小学区第十一番小学校（塚本小学校）が独立した。海老江小学校は大仁・浦江の両村と学校組合を設置して鷺洲小学校となったが、1887年に神子田小学校へ統合された。
また塚本小学校は1885年、光立寺村（のち中津村）の西成郡第三小学区第七番小学校（光立寺小学校、現在の大阪市立中津小学校）と統合し廃校となっている。
1889年の町村制発足当時の鷺洲村では、隣接する上福島村・下福島村と学校連合を設置し、神子田小学校を運営していた。しかし上福島村・下福島村は1897年の大阪市第一次市域拡張により大阪市に編入された。鷺洲村の児童は引き続き神子田小学校に通学していたが、村独自の小学校を設置することになり、1897年に鷺洲尋常小学校（1912年鷺洲第一尋常高等小学校に改称）が開校した。
大正時代に入ると地域の児童数の増加により、鷺洲第二尋常小学校（1912年）、鷺洲第三尋常小学校（1914年）、鷺洲第四尋常小学校（1918年）が次々と開校している。
また新淀川の開削により北岸に隔てられた塚本・海老江新家については、1910年に塚本に鷺洲校の分教場を設け、地域在住の低学年児童が通学した。分教場は1914年の鷺洲第三校の開校に伴って同校分教場へ移管されたのち、1924年に鷺洲第五尋常小学校として独立開校した。